# Structure lattice

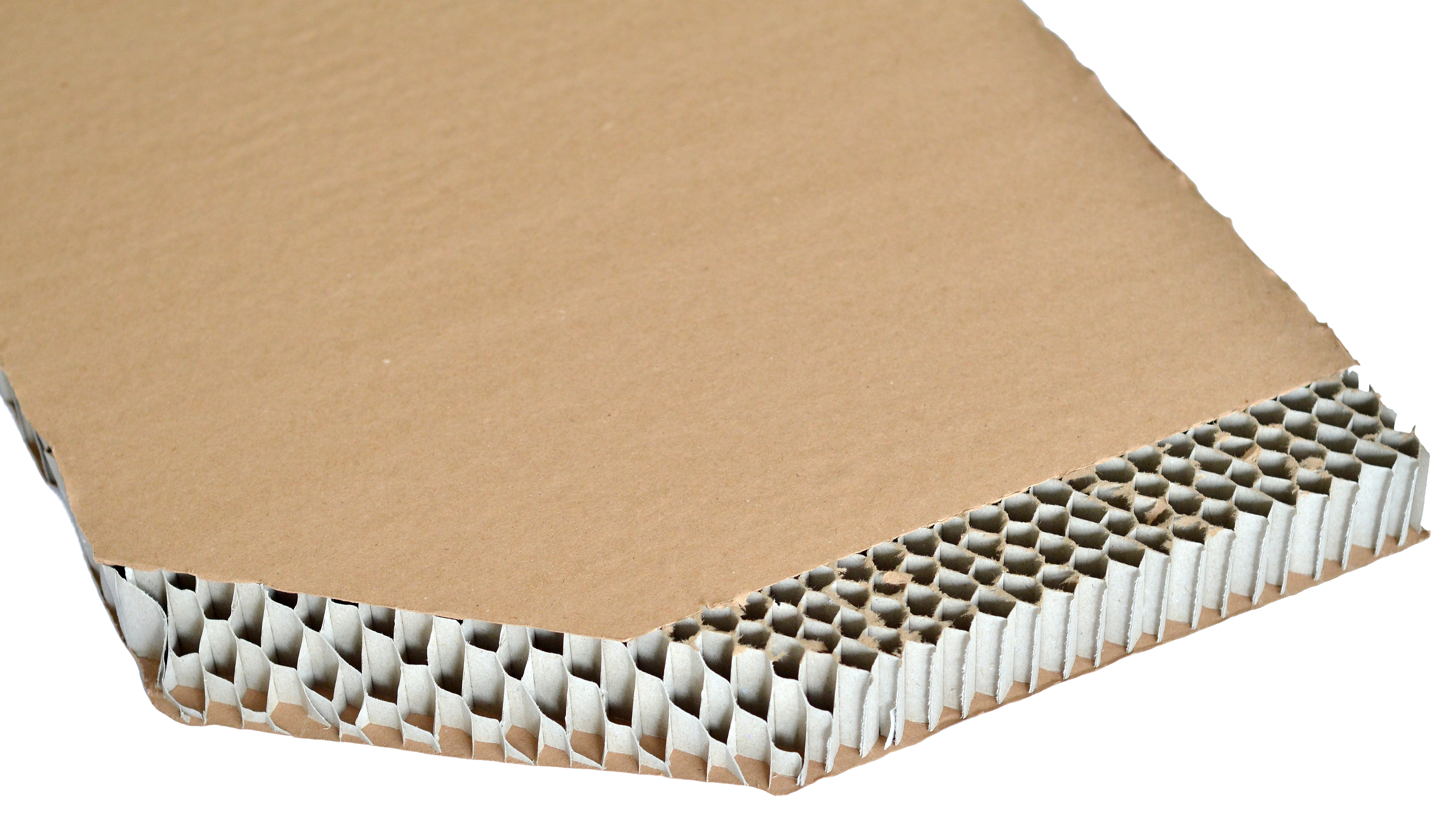
Structure en nid d'abeilles

Exemple de réseau en tant qu'empilement de mailles elementaires.

Une structure lattice (traduit littéralement : structure en treillis) est un matériau architecturé d'origine synthétique ou naturelle. 
Les structures lattices peuvent être définies comme étant une combinaison d'un matériau et de zones vides, assemblés d'une manière créant des caractéristiques physiques inatteignables par un matériau seul. Les exemples les plus simples rencontrés dans la nature sont les nids d'abeilles. De par leurs caractéristiques géométriques, les structures lattices peuvent être utilisées pour obtenir des pièces de faible masse et de haute résistance. De façon plus générale, elles permettent de réaliser différents types de fonctions telles que l'amortissement ou la dissipation mécanique, les échanges ou la dissipation thermique. Leur application reste aujourd'hui confidentielle car des problèmes de mise en œuvre subsistent : les méthodes de conception et les outils de CAO restent embryonnaires. De même, la production de ces matériaux n'est pas sans poser des problèmes, ce qui rend nécessaire le contrôle de leur intégrité. Les méthodes de contrôle restent peu nombreuses, la tomographie par rayons X restant la méthode la plus adaptée aujourd'hui.

## Caractéristiques
Les structures lattices sont reconnaissables par la conjugaison de plusieurs caractéristiques. Celles-ci sont typiquement :
- une organisation spatiale architecturée en treillis ;
- un motif géométrique élémentaire qui se répète de manière périodique dans l'espace, le motif pouvant subir des déformations géométriques en fonction de sa position dans l'espace ;
- une porosité ouverte avec un taux de porosité important (> 90 %) ;
- une structure en treillis dite conformale qui suit la courbure de la pièce et/ou de son enveloppe ou inversement une structure non conformale qui ne se déforme pas dans l'espace ;
- un ratio performance fonctionnelle/poids ou performance fonctionnelle/volume exceptionnel.

Le dimensionnement des structures lattices reste une des difficultés actuelles pour une utilisation massive de ce type de géométrie. Des modèles simplifiés ont permis de tirer quelques conclusions simples sur le module de Young et le coefficient de Poisson équivalent de structures simples à partir d'un modèle de poutre simple. Des travaux sont en cours pour améliorer le dimensionnement mécanique des structures lattices par la modélisation de la structure par éléments finis et son optimisation topologique. Mais ceci nécessite des capacités de calcul phénoménales qui amènent à développer des méthodes intégrales qui modélisent les structures lattices comme un métamatériau équivalent.

## Applications
Les applications de structures lattices sont très larges. Lorsqu'elles incluent les géométries de cellules de Kelvin (on parle alors de mousses métalliques périodiques à pores ouverts), et les gyroïdes, elles permettent en particulier :
- l'absorption d'énergie mécanique (choc, flexion…)[9],[10] ;
- l'absorption de vibrations mécaniques[11] ;
- l’allègement de structures métalliques[12] ;
- l'isolation thermique, la dissipation de chaleur et l’échange thermique[13],[14] ;
- le stockage d'énergie thermique sous forme de chaleur[15] ;
- la catalyse et la distillation[15] ;
- l'interfaçage avec la structure spongieuse des os (structures trabéculaires) par un meilleur ancrage osseux[16],[17] ;
- le design industriel.

## Mise en forme
Les structures lattices peuvent être fabriquées selon plusieurs procédés :
- par procédé de fonderie[18] ;
- par fabrication additive[19] ;
- par poinçonnage ou découpage, pliage et brasage de feuilles métalliques ;
- par brasage de fils métalliques placés en réseaux.

Seules les deux premières méthodes ont montré un véritable potentiel industriel, la deuxième pouvant être utilisée pour les matériaux plastiques. Les deux autres sont compliquées à mettre en œuvre, les possibilités de design assez limitées et les performances mécaniques obtenues sont limitées par la qualité de la brasure.